# Idukki Township
Idukki Township is een township in het district Idukki van de Indiase staat Kerala. 

## Demografie
Volgens de Indiase volkstelling van 2001 wonen er 11.014 mensen in Idukki Township, waarvan 51% mannelijk en 49% vrouwelijk is. De plaats heeft een alfabetiseringsgraad van 82%.